# Mycalesis sciathis
Mycalesis sciathis är en fjärilsart som beskrevs av William Chapman Hewitson 1866. Mycalesis sciathis ingår i släktet Mycalesis och familjen praktfjärilar. Inga underarter finns listade i Catalogue of Life.